# Asii Chemnitz Narup
Asii Chemnitz Narup, née en 1954, est une femme politique groenlandaise, députée du parti Inuit Ataqatigiit et maire de la municipalité de Sermersooq de 2009 à juin 2019.

## Biographie
Après une longue carrière dans l'action sociale, Asii Chemnitz Narup exerce ses premières responsabilités politiques comme membre d'un Conseil de comté en 1999. Élue membre du Parlement groenlandais en 2002 et réélue en 2005, elle est ministre de la santé et de l'environnement de 2003 à 2006, date de sa démission. En avril 2008, elle est élue maire de Nuuk. Le 1er janvier 2009, elle devient maire de la nouvelle municipalité de Sermersooq, issue de la fusion de la capitale et de quatre autres communes.
En juin 2019, elle démissionne à la suite d'un scandale lié à des messages qu'elle poste sur le réseau social facebook. Charlotte Ludvigsen la remplace.